# Krasnoznàmenka (Leningrad)
|  | Per a altres significats, vegeu «Krasnoznàmenka». |

Krasnoznàmenka (en rus: Краснознаменка) és un poble (possiólok) de l'óblast de Leningrad, a Rússia, que el 2017 tenia un habitant, pertany al districte de Víborgski. Fins al 1948 la vila es deia Riikhissiúria.